# Грузиненко, Андрей Лукьянович
Грузиненко Андрей Лукьянович (1920, село Дахновка Черкасского района — 22 апреля 1945, Берлин) — участник боевых действий в годы Великой Отечественной войны, награждён Орденом Славы трех степеней.

## Биография
Родился в селе Дахновка Черкасского района. С 1932 года работал рыбаком, затем кузнецом в хозяйстве Сосновского санатория.
С 1939 года служил в армии. В годы Великой Отечественной войны участвовал в боях против немецких оккупантов на Западном, Брянском и Украинском фронтах. Командир 76-мм орудия 4-й батареи артиллерийского дивизиона 35-й гвардейской механизированной Каменец-Подольской Краснознамённой орденов Суворова, Кутузова и Богдана Хмельницкого бригады (6-й гвардейский Львовский Краснознаменный механизированный корпус, 4-я гвардейская танковая армия, 1-й Украинский фронт), гвардии сержант.
Участвовал в Орловской, Проскуровско-Черновицкой, Львовско-Сандомирской, Сандомирско-Силезской, Нижнесилезской, Верхнесилезськой и Берлинской наступательных операциях.
В ходе Проскуровско-Черновицкой операции подразделения 49-й механизированной бригады отражали контрудар противника в районе города Каменец-Подольский (ныне Хмельницкая область, Украина). 29 марта 1944 года наводчик пушки А. Л. Грузиненко подбил немецкий танк, а при приближении немцев к огневой позиции огнем из личного оружия уничтожил 11 солдат противника. Приказом командира 6-го гвардейского механизированного корпуса от 18 апреля 1944 года гвардии ефрейтор Грузиненко Андрей Лукьянович награждён орденом Славы 3-й степени.
В ходе Сандомирско-Силезской наступательной операции 15 января 1945 года при отражении контратаки немцев в районе населенного пункта Сукув-Бабе (7 километров на юг от города Кельце, Свентокшиское воеводство, Польша) орудие А. Л. Грузиненко точным огнем прямой наводкой уничтожило 4 бронетранспортера и до роты живой силы противника. Приказом командующего 4-й танковой армии от 20 февраля 1945 года гвардии сержант Грузиненко Андрей Лукьянович награждён орденом Славы 2-й степени.
17 марта 1945 года за боевые отличия 49-я механизированная бригада была преобразована в 35-ю гвардейскую механизированную бригаду. 18 апреля 1945 года части 6-го гвардейского механизированного корпуса форсировали реку Шпрее. Переправе частей препятствовал огонь самоходного орудия противника. А. Л. Грузиненко, обнаружив цель, выкатил пушку на прямую наводку и двумя выстрелами поджег самоходное орудие, обеспечив переправу подразделений. 22 апреля 1945 А. Л. Грузиненко погиб в бою в районе города Луккенвальде. Указом Президиума Верховного Совета СССР от 27 июня 1945 года за образцовое выполнение боевых заданий командования на фронте борьбы с немецкими захватчиками и проявленные при этом доблесть и мужество гвардии сержант Грузиненко Андрей Лукьянович награждён орденом Славы 1-й степени посмертно.
Похоронен в братской могиле на южной окраине населенного пункта Доббрико (10 километров к северо-западу от города Луккенвальде, район Тельтов-Флеминг, земля Бранденбург, Германия).

## Награды
- Награждён орденами Славы 1-й (27 июня 1945), 2-й (20 февраля 1945) и 3-й (18 апреля 1944) степеней.

## Память
- Именем А. Л. Грузиненко названа школа в его родном селе Дахновка (ныне микрорайон города Черкассы).
- В честь Грузиненко была названа одна из улиц города Черкассы.